# Друк Атлетик (футбольний клуб)
Друк Атлетик (англ. Druk Athletic Football Club) — бутанський футбольний клуб з міста Тхімпху, який виступає у Лізі Тхімпху, другому дивізіоні національного чемпіонату. Спочатку брали участь у другому дивізіоні чемпіонату Бутану, але зрештою виграв вихід до виходу А-Дивізіону, де пробули декілька сезонів, хоча майже завжди боролися за уникнення пониження в класі, перш ніж остаточно вилетіти в 2011 році.

## Історія

### 2002-2007
Перша згадка про те, що «Друк Атлетик» виступав у чемпіонатах Бутану в 2002 році, коли вони брали участь у Б-Дивізіоні. На груповому етапі, який проходив за системою одного кола, вони виступили невдало, вигравши лише один зі своїх ігор, обіграли з рахунком 6:0 найслабшу команду групи (посіла останнє місце), і не потрапили до плей-оф. Наступний сезон був більш вдалішим, ніж попередні, але джерела подають неоднорідну інформацію. Команда програла RIHS у фіналі чемпіонського плей-оф B-дивізіону, але, вочевидь, була оголошена чемпіоном і вперше вийшла до А-Дивізіону.
У записах, що збереглися за сезон 2004 року, є недостатньо даних, щоб охарктеризувати виступ «Друк Атлетик», хоча відомо, що вони виступали у наступному році, але знову ж таки, відсутність детальної інформації про розіграш B-Дивізіону цього сезону означає, що неможливо сказати, вилетіли вони у 2004 році чи просто не брали участь. Все, що можна сказати, це те, що якщо вони дійсно грали у В-Дивізіоні 2005 року, то фінішували не на першому або другому місці, оскільки у фіналі зустрілися «Чоден» та «Рукіз».
Наступний рекорд виступів клубу припав на 2007 рік. Вони фінішували серед двох найкращих колективів B-Дивізіону та увійшли в плей-офф за право підвищення / вильоту разом з представником B-Дивізіону та двома найгіршими командами A-Дивізіону цього року, RIHS та «Рігцунг». «Ветерани» перемогли у своїх всіх трьох матчах та вдруге в історії вийшли до А-Дивізіону.

### 2008–2012
Протягом другого періоду перебування в А-дивізіоні (починаючи з 2008 року) клуб змінив свою назву з «Ветеранс» на «Друк Атлетик». Хоча їх підсумкова позиція невідома, по ходу сезону команда посідала передостаннє місце, маючи дві перемоги в семи поєдинках на той час. Станом на кінець сезону дані неповні, але відомо, що вони зазнали розгромних поразок, 1:11 від «Транспорт Юнайтед» та 0:12 від «Єедзіна».
Їх боротьба за виживання тривала й у 2009 році, коли від вильоту команду врятувало лише зняття по ходу сезону з чемпіонату клубу «Роял Бутан Армі», яка на той час вже набрала більше ніж вдвічі більшу кількість очок, ніж «Друк Атлетик» за весь сезон. Свою єдину перемогу команда здобула проти «Ріцунга» (3:1), а ще одне набране очко отримала завдяки нічиїй (2:2) з «Транспорт Юнайтед». Але загалом у 13 матчах «Друк Атлетик» пропустив 113 м'ячів та завершив сезон з різницею забитих та пропущених м'ячів -101, однією з головних причин такої вражаючої негативної різниці стали розгромні поразки від «Єедзіна» (0:20 та 1:16), «Друк Старз» (1:13), «Чоден» (0:11) та «Друк Пол» (0:10).
Наступного сезону стан справ клубу дещо покращився. Вони зайняли місце нижче, ніж у 2009 році, передостаннє, хоча цього разу всі команди зіграли свої дванадцять матчів. «Друк Атлетик» вдалося здобути дві перемоги, 2:1 над «Чоденом» та 3:2 над «Нангпа». За підсумками сезону оборона клубу виявилася найгіршою, але цього разу вона пропустила 52 м'ячі в 12-ти матчах (різниця забитих та пропущених м'ячів -41).
Незважаючи на фініш на передостанньому місці, вочевидь, обміну між А- та В-Дивізіонами не було, і «Друк Атлетик» продовжив виступи у вищому дивізіоні чемпіонату Бутану й у сезоні 2011 року. Детальна інформація щодо результатів відсутня, але відомо, що команда знову фінішував передостанньою, а «Нангпа» вже другий сезон поспіль став останнім у турнірній таблиці чемпіонату.
Вочевидб, знову не відбулося підвищення в класі або вильоту, оскільки «Нангпа» знову брав участь в А-Дивізіоні 2012 року, але Друк Атлетик цього не зробив, в разі участі у B-Дивізіоні, клуб фінішував не вище четвертого, оскільки з півфіналістів цього сезону відомі три півфіналісти. Про подальші виступи команди нічого невідомо, оскільки в сезонах 2013 та 2014 років «Друк Атлетик» у B-Дивізіоні не виступав.

## Досягнення
- B-Дивізіон
  -  Чемпіон (1): 2003, 2007